# 归旸
归旸（1305年—1367年），字彦温，河南開封人，元朝政治人物。
归旸聪明才智超过常人，未经任何老师指点，自学成才。至顺元年（1330年）考上进士，授予同知颍州事（知州的副职），任内打击豪强，手段强硬，还将仗势为非作歹山东盐司逮捕入狱。当时的盐司不仅管理盐务，有的还兼为宫廷采办贵重物品，侦查民情，权力很大，各州县侍奉盐司都很谨慎，不敢得罪，但归旸不屈服。
至元五年（1339年）十一月，范孟假传圣旨，在河南省杀死多名高官，命令归旸北守黄河口。归旸坚决不服从，范孟大怒，将他关入狱中。不久范孟事败，顺从范孟的人都被办罪，只有归旸得免。第二年，归旸转国子博士，拜为监察御史，在进朝廷致谢时，台臣奏禀元顺帝说：“他就是河南抵抗贼寇的人。”元顺帝勉励他说：“对于好事希望可以多做。”不久，归旸辞官回家，在开封侍奉父母，双亲去世后，又居家多年。 
至正五年（1345年）任河南廉访司佥事，巡查西京地方，严格执法，解决冤假错案。之后曾担任右司都事、左司员外郎，参议枢密院事、枢密院判官、礼部尚书、赞善、翰林直学士等职。九年（1349年）因病辞职。后来朝廷又先后任命其为四川行省参知政事、刑部尚书等职，归旸都以病辞退。至正二十七年（1367年）去世，享年六十三岁。